# Las Mesas San Gabriel
Las Mesas San Gabriel är en ort i Mexiko.   Den ligger i kommunen Tantoyuca och delstaten Veracruz, i den sydöstra delen av landet, 230 km norr om huvudstaden Mexico City. Las Mesas San Gabriel ligger 80 meter över havet och antalet invånare är 630.
Terrängen runt Las Mesas San Gabriel är platt, och sluttar västerut. Runt Las Mesas San Gabriel är det ganska tätbefolkat, med 75 invånare per kvadratkilometer. Närmaste större samhälle är Tantoyuca, 15,6 km öster om Las Mesas San Gabriel. Omgivningarna runt Las Mesas San Gabriel är en mosaik av jordbruksmark och naturlig växtlighet.